# Rallye Mexiko 2015

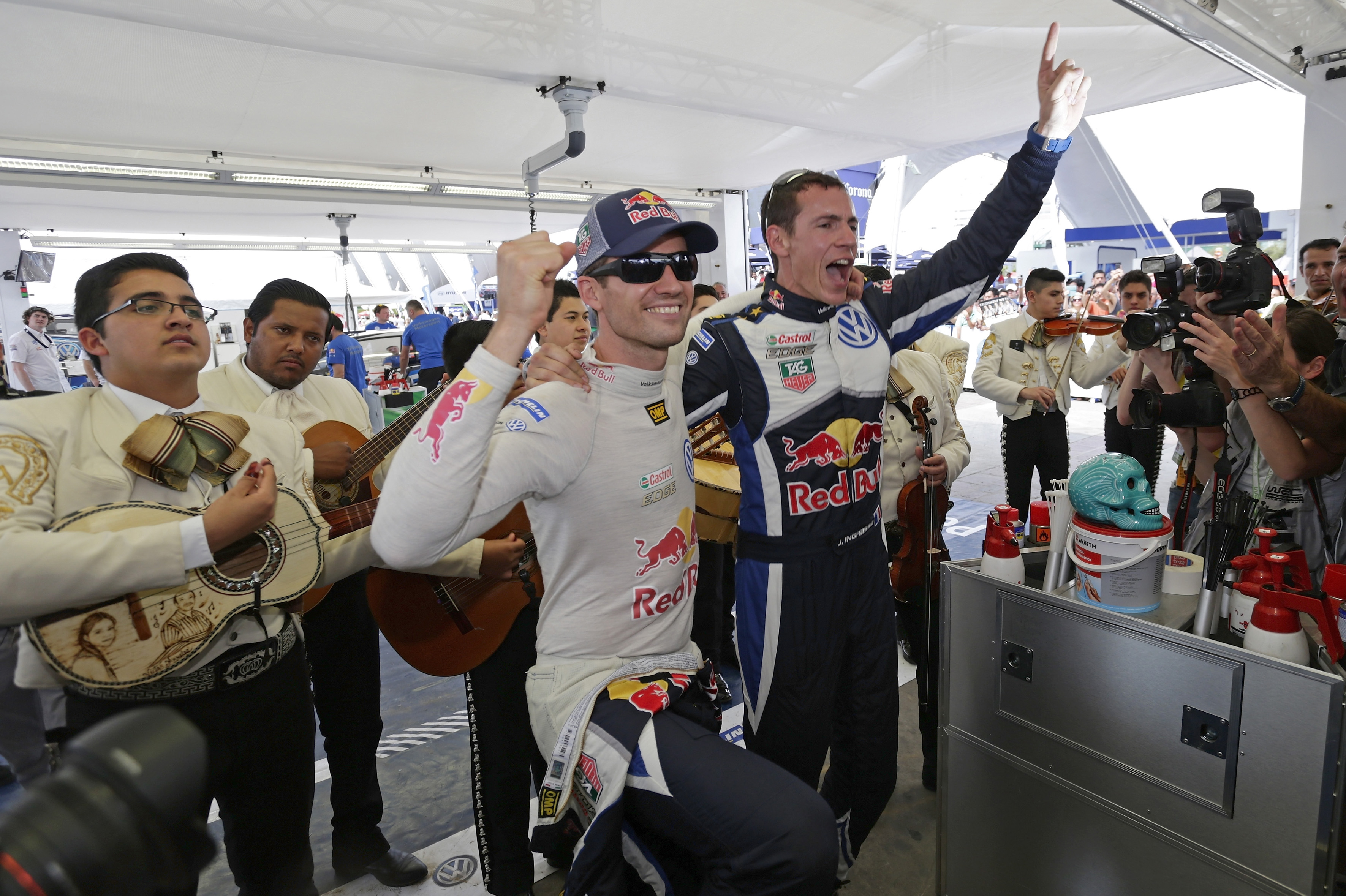
Sébastien Ogier und Julien Ingrassia in Mexiko 2015

Die 12. Rallye Mexiko war der dritte von 13 FIA-Weltmeisterschaftsläufen 2015. Die Rallye bestand aus 21 Wertungsprüfungen und wurde zwischen dem 5. und dem 8. März gefahren.

## Berichte

### 1. Tag (Donnerstag, 5. März)
Am Donnerstagabend standen in der Nähe der Stadt Leon zwei kurze Wertungsprüfungen mit insgesamt 6,5 Kilometern Länge auf dem Programm. Die Top 10 lagen nach den ersten zwei WPs innerhalb von 5,3 Sekunden. Der erste kurze Kurs, knapp über einen Kilometer lang, bestand aus Kopfsteinpflaster, hohen Randsteinen und einem engen Tunnel. Es wurde in umgekehrter Reihenfolge gestartet der momentanen Weltmeisterschaftswertung. Sébastien Ogier (Volkswagen) fuhr als Letzter los. Privatfahrer Lorenzo Bertelli (Ford) überraschte mit dem zweiten Rang. Nur Thierry Neuville (Hyundai) war am Ende um zwei Zehntelsekunden schneller. Die Fahrer meisterten den Straßenkurs bei Dunkelheit problemlos. Lediglich Robert Kubica (Ford) beschädigte sich die linke hintere Felge an einem Randstein. In der zweiten WP lag Weltmeister Ogier vorne mit 1,2 Sekunden vor der Konkurrenz. Nach dem ersten Tag führte Ogier die Gesamtwertung an vor Neuville.

### 2. Tag (Freitag, 6. März)
Beim ersten Weltmeisterschaftslauf auf Schotterstraßen in der Rallye-Weltmeisterschaft 2015 hatten viele Fahrer mit Schwierigkeiten zu kämpfen. So sorgte der Unfall von Ott Tänak (Ford) in der ersten WP des Tages für Aufsehen. Der Estländer kam in der gesamt dritten Wertungsprüfung der Rallye von der Straße ab, überschlug sich einen Abhang hinunter und rollte in einen See. Tänak und sein Beifahrer Raigo Mölder konnten sich rechtzeitig aus dem Auto befreien, bevor der Ford Fiesta komplett im Wasser verschwand. Der erste Verfolger von Sébastien Ogiers war lange Zeit Thierry Neuville. Doch als am Nachmittag zum zweiten Mal die Wertungsprüfung «El Chocolat» absolviert wurde, schied der Hyundai-Pilot aus. Nach einem Reifenschaden überschlug sich Neuville kurz vor dem Ziel, wobei der Kühler des Autos stark beschädigt wurde. Den zweiten Rang erbte Jari-Matti Latvala, der unauffällig den Tag abschloss. Sein Rückstand auf Teamkollege Ogier betrug 13,5 Sekunden. Einziger verbliebener Volkswagen-Gegner im Spitzenfeld war Mads Østberg als Dritter. Am Vormittag wurde der Citroën-Pilot von einem Getriebeproblem geplagt, wie schon bei der Rallye Schweden. Dann kam Østberg immer besser in Fahrt und schüttelte Andreas Mikkelsen im dritten Polo ab, sein Rückstand auf Ogier allerdings schon 29,5 Sekunden. Der Vorsprung auf Mikkelsen war hingegen auf 15,7 Sekunden angewachsen.

### 3. Tag (Samstag, 7. März)
Sébastien Ogier war auf dem besten Weg zum dritten Saisonsieg. Verfolger Jari-Matti Latvala beschädigte sich in der 12. Wertungsprüfung, mit 43 Kilometern die längste des Tages, die Radaufhängung links hinten. Beim Versuch weiterzufahren verlor Latvala das Hinterrad und fiel ganz aus. Um den zweiten Rang kämpften, nach Latvalas Ausfall, Mads Østberg und Andreas Mikkelsen. Am Ende des Tages hatte Østberg einen kleinen Vorsprung von 4,5 Sekunden. Die weiteren Fahrer hatten bereits große Rückstände von mehreren Minuten. M-Sport-Pilot Elfyn Evans hielt nach einem problemlosen Tag den vierten Platz. Fünfter war Dani Sordo als bester Hyundai-Fahrer. Er beklagte Getriebeprobleme und einen Reifenschaden. Mehrere Ausgefallene des Freitags starteten am Samstag nach Rallye-2-Reglement wieder. Darunter waren auch Thierry Neuville, Robert Kubica und Kris Meeke. An Neuvilles i20 wurde im Mittagsservice das Getriebe gewechselt, danach lief es besser und er fuhr schnellere Zeiten. Kubica hatte mit den Reifen zu kämpfen. Er kam mit zwei kaputten Reifen im Kofferraum und einem schleichenden Plattfuß zum Service-Park zurück. Ott Tänak versuchte, mit seinem gestern im See versenkten Ford Fiesta RS WRC, wieder zu starten. Die Mechaniker trockneten und reinigten das Auto, es gab aber Probleme beim Starten des Motors. Tänak konnte den Servicepark am Morgen nicht verlassen. Er wird es am Sonntag erneut versuchen. Ogier führte mit über 1:12 Minuten auf Østberg die Rallye, vor den letzten vier Wertungsprüfungen am Sonntag, an.

### 4. Tag (Sonntag, 8. März)
Sébastien Ogier (Volkswagen) ist auf dem besten Weg zu seinem dritten WM-Titel in der Rallye-Weltmeisterschaft 2015. Ogier holte in der Rallye Mexiko, nach der Rallye Monte Carlo und der Rallye Schweden, den dritten Sieg in Folge. Damit ist er im Jahr 2015 ungeschlagen. In Mexiko sicherte er sich außerdem die drei Bonuspunkte in der Power-Stage (WP21). Ogier hat nun schon 34 Punkte Vorsprung auf Andreas Mikkelsen in der Weltmeisterschaftstabelle der Fahrer. Nach drei Rallyes fehlen ihm nur drei Punkte auf die maximal mögliche Punktzahl in der laufenden Saison. Im Ziel hatte Ogier nach 21 Wertungsprüfungen 1:18,8 Minuten Vorsprung auf Citroën-Werksfahrer Mads Østberg. Østberg behielt im Duell mit Mikkelsen (Volkswagen) die Oberhand. Im Ziel wurden sie nur durch 6,3 Sekunden getrennt.

„Ich muss die WM vergessen und mich von Rallye zu Rallye konzentrieren.“

### WRC2
Nasser Al-Attiyah (Ford Fiesta RRC) startete die Titelverteidigung in der WRC2 mit einem Sieg bei der Rallye Mexiko. Sein beeindruckender Vorsprung auf die Konkurrenz betrug knappe acht Minuten. Der zuerst Führende Yuriy Protasov verspielte den Sieg mit einem Fahrfehler am Samstagnachmittag, bei dem er sich den Kühler des Ford Fiesta RRC beschädigte. Protasov wurde am Ende auf Rang fünf gewertet hinter Abdulaziz Al-Kuwari (Ford Fiesta RRC). Nicolás Fuchs (Ford Fiesta R5) fuhr auf den zweiten Rang, obwohl er sich am Sonntag einen Unfall leistete. Fuchs hielt Jari Ketomaa (Ford Fiesta R5) um 21,2 Sekunden auf Distanz. Ketomaa reichte der dritte Rang um in der Meisterschaft in Führung zu gehen mit 15 Punkten Vorsprung auf Al-Attiyah.

## Meldeliste
Nicht als WRC, WRC-2 und WRC-3 gemeldete Fahrzeuge wurden in dieser Liste nicht erfasst.
| Nr | Fahrer               | Beifahrer            | Team                            | Auto                    | Klasse    |
| -- | -------------------- | -------------------- | ------------------------------- | ----------------------- | --------- |
| 1  | Sébastien Ogier      | Julien Ingrassia     | Volkswagen Motorsport           | Volkswagen Polo R WRC   | WRC RC1   |
| 2  | Jari-Matti Latvala   | Miikka Anttila       | Volkswagen Motorsport           | Volkswagen Polo R WRC   | WRC RC1   |
| 3  | Kris Meeke           | Paul Nagle           | Citroën Total Abu Dhabi WRT     | Citroën DS3 WRC         | WRC RC1   |
| 4  | Mads Østberg         | Jonas Andersson      | Citroën Total Abu Dhabi WRT     | Citroën DS3 WRC         | WRC RC1   |
| 5  | Elfyn Evans          | Daniel Barritt       | M-Sport World Rally Team        | Ford Fiesta RS WRC      | WRC RC1   |
| 6  | Ott Tänak            | Raigo Mölder         | M-Sport World Rally Team        | Ford Fiesta RS WRC      | WRC RC1   |
| 7  | Thierry Neuville     | Nicolas Gilsoul      | Hyundai World Rally Team        | Hyundai i20 WRC         | WRC RC1   |
| 8  | Dani Sordo           | Marc Marti           | Hyundai World Rally Team        | Hyundai i20 WRC         | WRC RC1   |
| 9  | Andreas Mikkelsen    | Ola Floene           | Volkswagen Motorsport II        | Volkswagen Polo R WRC   | WRC RC1   |
| 20 | Hayden Paddon        | John Kennard         | Hyundai Motorsport N            | Hyundai i20 WRC         | WRC RC1   |
| 21 | Martin Prokop        | Jan Tománek          | Jipocar Czech National Team     | Ford Fiesta RS WRC      | WRC RC1   |
| 24 | Robert Kubica        | Maciej Szczepaniak   | RK World Rally Team             | Ford Fiesta RS WRC      | WRC RC1   |
| 31 | Nasser Al-Attiyah    | Matthieu Baumel      | Yazeed Racing                   | Ford Fiesta RRC         | WRC-2 RC2 |
| 32 | Stéphane Lefebvre    | Stéphane Prévot      | PH Sport                        | Citroën DS3 R5          | WRC-2 RC2 |
| 33 | Massimiliano Rendina | Mario Pizzuti        | Motorsport Italia               | Mitsubishi Lancer Evo X | WRC-2 RC2 |
| 34 | Yuriy Protasov       | Pavlo Cherepin       | Yuriy Protasov                  | Ford Fiesta RRC         | WRC-2 RC2 |
| 35 | Jourdan Serderidis   | Frederic Miclotte    | Jourdan Serderidis              | Ford Fiesta RRC         | WRC-2 RC2 |
| 36 | Nicolás Fuchs        | Fernando Mussano     | Nicolás Fuchs                   | Ford Fiesta R5          | WRC-2 RC2 |
| 37 | Lorenzo Bertelli     | Giovanni Bernacchini | FWRT s.r.l.                     | Ford Fiesta RS WRC      | WRC RC1   |
| 38 | Abdulaziz Al-Kuwari  | Marshall Clarke      | Youth & Sports Qatar Rally Team | Ford Fiesta RRC         | WRC-2 RC2 |
| 40 | Jari Ketomaa         | Kaj Lindström        | Drive Dmack                     | Ford Fiesta R5          | WRC-2 RC2 |
| 41 | Valeriy Gorban       | Volodymyr Korsia     | Eurolamp WRT                    | Mini Cooper S2000 1.6T  | WRC-2 RC2 |
| 43 | Radik Shaymiev       | Maxim Tsvetkov       | TAIF Rally Team                 | Ford Fiesta R5          | WRC-2 RC2 |
| 51 | Simone Tempestini    | Matteo Chiarcossi    | Napoca Rally Academy            | Subaru Impreza STi      | WRC-2 RC2 |

| Icon  | Klasse                                                            |
| ----- | ----------------------------------------------------------------- |
| WRC   | WRC Werksteams und um Herstellerpunkte eingetragene Privatteams   |
| WRC   | Werksteams und um nicht Herstellerpunkte eingetragene Privatteams |
| WRC-2 | Gemeldet für WRC-2                                                |
| WRC-3 | Gemeldet für WRC-3 (JWRC)                                         |

## Klassifikationen

### Endergebnis
| Rang    | Fahrer               | Beifahrer         | Auto                    | Zeit      | Rückstand | Punkte + Power Stage |
| ------- | -------------------- | ----------------- | ----------------------- | --------- | --------- | -------------------- |
| WRC     |                      |                   |                         |           |           |                      |
| 01      | Sébastien Ogier      | Julien Ingrassia  | Volkswagen Polo R WRC   | 4:19:13.4 |           | 25 + 3               |
| 02      | Mads Østberg         | Jonas Andersson   | Citroën DS3 WRC         | 4:20:32.2 | 1:18.8    | 18                   |
| 03      | Andreas Mikkelsen    | Ola Fløene        | Volkswagen Polo R WRC   | 4:20:38.5 | 1:25.1    | 15 + 1               |
| 04      | Elfyn Evans          | Daniel Barritt    | Ford Fiesta RS WRC      | 4:22:53.6 | 3:40.2    | 10                   |
| 05      | Dani Sordo           | Marc Martí        | Hyundai i20 WRC         | 4:24:15.2 | 5:01.8    | 10                   |
| 06      | Martin Prokop        | Jan Tománek       | Ford Fiesta RS WRC      | 4:25:49.5 | 6:36.1    | 8                    |
| 07      | Nasser Al-Attiyah    | Matthieu Baumel   | Ford Fiesta RRC         | 4:34:06.1 | 14:52.7   | 6                    |
| 08      | Thierry Neuville     | Nicolas Gilsoul   | Hyundai i20 WRC         | 4:41:56.7 | 22:43.3   | 4 + 1                |
| 09      | Nicolás Fuchs        | Fernando Mussano  | Ford Fiesta R5          | 4:42:02.4 | 22:49.0   | 2                    |
| 10      | Jari Ketomaa         | Kaj Lindström     | Ford Fiesta R5          | 4:42:23.6 | 23:10.2   | 1                    |
| WRC2    |                      |                   |                         |           |           |                      |
| 01 0(7) | Nasser Al-Attiyah    | Matthieu Baumel   | Ford Fiesta RRC         | 4:34:06.1 | 14:52.7   | 25                   |
| 02 0(9) | Nicolás Fuchs        | Fernando Mussano  | Ford Fiesta R5          | 4:42:02.4 | 22:49.0   | 18                   |
| 03 (10) | Jari Ketomaa         | Kaj Lindström     | Ford Fiesta R5          | 4:42:23.6 | 23:10.2   | 15                   |
| 04 (11) | Abdulaziz Al-Kuwari  | Marshall Clarke   | Ford Fiesta RRC         | 4:42:58.2 | 23:44.8   | 12                   |
| 05 (13) | Yuriy Protasov       | Pavlo Cherepin    | Ford Fiesta RRC         | 4:52:44.2 | 33:30.8   | 10                   |
| 06 (14) | Massimiliano Rendina | Mario Pizzuti     | Mitsubishi Lancer Evo X | 4:57:19.9 | 38:06.5   | 8                    |
| 07 (19) | Jourdan Serderidis   | Frederic Miclotte | Ford Fiesta RRC         | 5:17:21.8 | 58:08.4   | 6                    |

### Wertungsprüfungen
| Tag                    | WP                     | WP Name                   | Länge    | Start MEZ          | Fahrer            | Beifahrer             | Auto                  | Zeit      | Ø km/h     | Leader           |
| Tag 1 5. März          |                        |                           |          |                    |                   |                       |                       |           |            |                  |
| ---------------------- | ---------------------- | ------------------------- | -------- | ------------------ | ----------------- | --------------------- | --------------------- | --------- | ---------- | ---------------- |
| Tag 1 5. März          | Service Park 17:15 Uhr |                           |          |                    |                   |                       |                       |           |            |                  |
| Tag 1 5. März          | WP1                    | Street Stage Guanajuato   | 1,01 km  | 19:09              | Thierry Neuville  | Nicolas Gilsoul       | Hyundai i20 WRC       | 0:52.8    | 68,9 km/h  | Thierry Neuville |
| Tag 1 5. März          | WP2                    | Super Special 1           | 4,60 km  | 20:29              | Sébastien Ogier   | Julien Ingrassia      | Volkswagen Polo R WRC | 3:19.8    | 82,9 km/h  | Sébastien Ogier  |
| Tag 2 6. März          |                        |                           |          |                    |                   |                       |                       |           |            | Sébastien Ogier  |
| Service Park 12:30 Uhr |                        |                           |          |                    |                   |                       |                       |           |            | Sébastien Ogier  |
| WP3                    | Los Mexicanos 1        | 9,91 km                   | 14:02    | Kris Meeke         | Paul Nagle        | Citroën DS3 WRC       | 7:35.5                | 78,4 km/h |            | Sébastien Ogier  |
| WP4                    | El Chocolate 1         | 44,13 km                  | 14:35    | Sébastien Ogier    | Julien Ingrassia  | Volkswagen Polo R WRC | 29:41.5               | 89,2 km/h |            | Sébastien Ogier  |
| WP5                    | Las Minas 1            | 15,54 km                  | 15:38    | Thierry Neuville   | Nicolas Gilsoul   | Hyundai i20 WRC       | 11:07.5               | 83,8 km/h |            | Sébastien Ogier  |
| WP6                    | Street Stage León 1    | 1,37 km                   | 17:16    | Sébastien Ogier    | Julien Ingrassia  | Volkswagen Polo R WRC | 1:12.4                | 68,1 km/h |            | Sébastien Ogier  |
| Service Park 18:06 Uhr |                        |                           |          |                    |                   |                       |                       |           |            | Sébastien Ogier  |
| WP7                    | Los Mexicanos 2        | 9,91 km                   | 19:59    | Jari-Matti Latvala | Miikka Anttila    | Volkswagen Polo R WRC | 7:29.4                | 79,4 km/h |            | Sébastien Ogier  |
| WP8                    | El Chocolate 2         | 44,13 km                  | 20:32    | Jari-Matti Latvala | Miikka Anttila    | Volkswagen Polo R WRC | 29:14.1               | 90,6 km/h |            | Sébastien Ogier  |
| WP9                    | Las Minas 2            | 15,54 km                  | 21:35    | Mads Østberg       | Jonas Andersson   | Citroën DS3 WRC       | 10:58.7               | 84,9 km/h |            | Sébastien Ogier  |
| WP10                   | Super Special Stage 2  | 4,60 km                   | 23:10    | Sébastien Ogier    | Julien Ingrassia  | Volkswagen Polo R WRC | 3:17.0                | 84,1 km/h |            | Sébastien Ogier  |
| Service Park 00:00 Uhr |                        |                           |          |                    |                   |                       |                       |           |            | Sébastien Ogier  |
| Tag 3 7. März          | WP11                   | Ibarrilla 1               | 30,25 km | 14:28              | Sébastien Ogier   | Julien Ingrassia      | Volkswagen Polo R WRC | 17:41.4   | 102,7 km/h | Sébastien Ogier  |
| Tag 3 7. März          | WP12                   | Otates 1                  | 42,90 km | 15:41              | Sébastien Ogier   | Julien Ingrassia      | Volkswagen Polo R WRC | 29:58.0   | 85,9 km/h  | Sébastien Ogier  |
| Tag 3 7. März          | WP13                   | El Brinco 1               | 8,25 km  | 17:08              | Dani Sordo        | Marc Marti            | Hyundai i20 WRC       | 4:41.9    | 105,4 km/h | Sébastien Ogier  |
| Tag 3 7. März          | WP14                   | Street Stage León 2       | 1,37 km  | 18:16              | Robert Kubica     | Maciej Szczepaniak    | Ford Fiesta RS WRC    | 1:11.8    | 68,7 km/h  | Sébastien Ogier  |
| Tag 3 7. März          | Service Park 19:26 Uhr |                           |          |                    |                   |                       |                       |           |            | Sébastien Ogier  |
| Tag 3 7. März          | WP15                   | Ibarrilla 2               | 30,25 km | 20:09              | Sébastien Ogier   | Julien Ingrassia      | Volkswagen Polo R WRC | 17:26.7   | 104,1 km/h | Sébastien Ogier  |
| Tag 3 7. März          | WP16                   | Otates 2                  | 42,90 km | 21:22              | Mads Østberg      | Jonas Andersson       | Citroën DS3 WRC       | 29:30.0   | 87,3 km/h  | Sébastien Ogier  |
| Tag 3 7. März          | WP17                   | El Brinco 2               | 8,25 km  | 22:15              | Sébastien Ogier   | Julien Ingrassia      | Volkswagen Polo R WRC | 4:34.6    | 108,2 km/h | Sébastien Ogier  |
| Tag 3 7. März          | WP18                   | Super Special Stage 3     | 4,60 km  | 23:10              | Andreas Mikkelsen | Ola Fløene            | Volkswagen Polo R WRC | 3:16.9    | 84,1 km/h  | Sébastien Ogier  |
| Tag 3 7. März          | Service Park 00:00 Uhr |                           |          |                    |                   |                       |                       |           |            | Sébastien Ogier  |
| Tag 4 8. März          | WP19                   | Guanajuatito              | 55,82 km | 14:53              | Mads Østberg      | Jonas Andersson       | Citroën DS3 WRC       | 35:26.5   | 94,5 km/h  | Sébastien Ogier  |
| Tag 4 8. März          | WP20                   | Derramadero               | 11,59 km | 16:16              | Thierry Neuville  | Nicolas Gilsoul       | Hyundai i20 WRC       | 3:22.1    | 112,0 km/h | Sébastien Ogier  |
| Tag 4 8. März          | WP21                   | El Brinco 3 (Power Stage) | 8,25 km  | 17:08              | Sébastien Ogier   | Julien Ingrassia      | Volkswagen Polo R WRC | 6:50.5    | 110,1 km/h | Sébastien Ogier  |
| Tag 4 8. März          | Service Park 19:30 Uhr |                           |          |                    |                   |                       |                       |           |            | Sébastien Ogier  |

Quelle: 

## Fahrerwertung nach der Rallye
Das Punktesystem für die ersten zehn Fahrer ist 25-18-15-12-10-8-6-4-2-1. Für die Power-Stage erhalten die drei schnellsten Fahrer jeweils 3-2-1 Bonuspunkte für die Fahrer-Weltmeisterschaft.
| Pos | Fahrer             | Punkte |
| --- | ------------------ | ------ |
| 01  | Sébastien Ogier    | 81     |
| 02  | Andreas Mikkelsen  | 47     |
| 0   | Thierry Neuville   | 35     |
| 04  | Mads Østberg       | 32     |
| 05  | Elfyn Evans        | 26     |
| 06  | Jari-Matti Latvala | 19     |
| 07  | Dani Sordo         | 18     |
| 08  | Martin Prokop      | 14     |
| 09  | Ott Tänak          | 12     |
| 10  | Hayden Paddon      | 10     |